# Chelonus creteus
Chelonus creteus är en stekelart som först beskrevs av Vladimir Ivanovich Tobias 2000.  Chelonus creteus ingår i släktet Chelonus och familjen bracksteklar. Inga underarter finns listade i Catalogue of Life.